# 후루쓰키촌
후루쓰키촌(古月村)은 일본 후쿠오카현 구라테군에 있던 촌이다. 